# Liste der Kulturdenkmale in Lasbek
In der Liste der Kulturdenkmale in Lasbek sind alle Kulturdenkmale der schleswig-holsteinischen Gemeinde Lasbek (Kreis Stormarn) und ihrer Ortsteile aufgelistet (Stand: 10. März 2025).

## Legende
In den Spalten befinden sich folgende Informationen:
- Objekt-ID: die Nummer des Kulturdenkmales
- Lage: die Adresse des Kulturdenkmales und die geographischen Koordinaten. Kartenansicht, um Koordinaten zu setzen. In der Kartenansicht sind Kulturdenkmale ohne Koordinaten mit einem roten Marker dargestellt und können in der Karte gesetzt werden. Kulturdenkmale ohne Bild sind mit einem blauen Marker gekennzeichnet, Kulturdenkmale mit Bild mit einem grünen Marker.
- Offizielle Bezeichnung: Bezeichnung des Kulturdenkmales
- Beschreibung: die Beschreibung des Kulturdenkmales
- Bild: ein Bild des Kulturdenkmales

## Bauliche Anlagen
| Objekt-ID     | Lage                                         | Offizielle Bezeichnung   | Beschreibung | Bild                             |
| ------------- | -------------------------------------------- | ------------------------ | --- | -------------------------------- |
| 1277 Wikidata | Gut Krummbek 3 (53° 45′ 5″ N, 10° 23′ 40″ O) | Gut Krummbek: Herrenhaus | Das Herrenhaus Krummbek ist das zentrale Bauwerk des vormaligen Rittergutes und heutigen Gutes Krummbek. Alteintragung (Aktualisierung vorgesehen) - Begründung: Alteintragung (Aktualisierung vorgesehen) - Schutzumfang: Alteintragung (Aktualisierung vorgesehen) - Denkmaltyp: Bauliche Anlage | weitere Fotos \| Fotos hochladen |